# Inkey Ede
Báró pallini Inkey Ede Lipót Alajos (Palin, 1803. július 21. – Kőszeg, 1877. január 20.) császári és királyi kamarás és tábornok, földbirtokos.

## Élete
A tekintélyes római katolikus Zala megyei nemesi származású pallini Inkey család bárói ágának a sarja. Apja, pallini Inkey János (1781-1842) császári és királyi kamarás, földbirtokos, anyja báró Majthényi Erzsébet (1781-1843) volt. Apai nagyszülei pallini Inkey Boldizsár (1726–1792) királyi tanácsos, Zala vármegye alispánja, földbirtokos és fületinczi Kelcz Eleonóra (1746–1787) asszony voltak. Anyai nagyszülei báró Majtényi József (1743-1797), földbirtokos, és pallini Inkey Jozefa (1749-1831) voltak. Apai nagybátyja, Inkey Imre (1757–1813), királyi tanácsos, zalai alispán, táblabíró, földbirtokos, akinek a fia ifjabb pallini Inkey Imre (1788–1848), császári és királyi kamarás és zólyomi főispán volt.
Mint hadnagy lépett 1821. augusztus 16-án a 2. sz. dragonyos ezredbe; miután ott 1834. november 1-jén második százados lett, 1836. október 1-jén mint másod-százados a Schwarzenberg 2. dsidás-ezredbe lépett át; 1838. november 15-én rangjával nyugalomba lépett; azonban 1840 augusztusában a 9. huszárezredbe lépett ismét mint első százados; onnét pedig 1843 júliusában a magyar testőrséghez. Inkey János 1836. február 28-án Bécsben feleségül vette Cibini Matildot (1821-1860), majd halála után 1870 szeptember 21-én Pozsonyban gróf Zichy Kamillát (1831-1882), Zichy József és Majthányi Etelka lányát.
1846. október 30-án a 11. dsidás-ezredbe őrnaggyá léptették elő. Az 1848–49-es szabadságharcban a magyarok ellen küzdött az osztrák hadseregben; 1849. március 24-én a honvédek elfogták és augusztus 10-ig maradt fogva. 1849. október 11-én alezredes lett a 9. huszárezredben. 1853. január 26-án mint ezredes lépett át a császári és királyi arciére-testőrséghez. Az 1859. évi háború kitörésekor ezredes volt a 14. önkéntes huszárezredben és annak végeztével tábornoki ranggal nyugalomba vonult. 1841-ben lett császári és királyi kamarás; 1850. június 17-én osztrák bárósságra emeltetett. Az olasz Móricz- és Lázárrend lovagja és több császári és királyi katonai érdemrend tulajdonosa volt. Meghalt 1877. január 20-án Kőszegen; vele az egyik bárói ág kihalt, azonban unokatestvérének, ifjabb pallini Inkey Imre (1788–1848), császári és királyi kamarás és zólyomi főispánnak a fia, báró pallini Inkey Ferdinánd (1829–1890) politikus, főrendiházi tag, Kőrös vármegye alispánja, újabb bárói ágat alapított amikor 1875. augusztus 17-én érdemei elismeréséül magyar bárói cím adományozásában részesült.

## Házasságai
Bécsben, 1836. február 28-án feleségül vette Cibini Matild (1821.–†1860.), kisasszonyt, akitől nem származott gyermeke. hitvesének a halála után, báró pallini Inkey Ede Pozsonyban 1870. szeptember 21-én házasságot kötött gróf zicsi és vásonkeői Zichy Kamilla Franciska Karolina Johanna (*Észak-Komárom, 1831. december 17.–†1882.) kisasszonnyal, akinek a szülei zicsi és vásonkeői Zichy József, földbirtokos, és báró Majtényi Etelka asszony voltak. A második házasságából sem származott gyermeke báró Inkey Edének. 

## Munkái
- Meine Rückerinnerungen an den Feldzug 1848 und 1849. Wien, 1858. (Jövedelmét a herczeg Windischgrätz-féle rokkant alapra adta.)
- Historische Skizzen über Ungarn. Leipzig, 1864-67. (I. kötet négy részben, melynek 1. és 2. részének előszava 1863 és 64-ben Balaton-Füreden kelt. Több nem jelent meg.)